# Dezső Fábián
Dezső Fábián (ur. 17 grudnia 1918 w Budapeszcie, zm. 6 października 1973 tamże) – węgierski piłkarz wodny. Dwukrotny medalista olimpijski.
W 1948 w Londynie zajął drugie miejsce. Cztery lata później w Helsinkach wspólnie z kolegami został mistrzem olimpijskim. Na dwóch turniejach rozegrał tylko cztery spotkania. Grał m.in. w Ferencvárosie.